# خوسيه عمر توريس لوبيز
خوسيه عمر توريس لوبيز هو رسام كوبي، ولد في 1 فبراير 1953 في ماتانزاس في كوبا.